# Оснащення сухопутних військ Таїланду

Емблема королівської армії Таїланду

 На озброєнні Сухопутних військ Таїланду, що були створені 1874, перебуває стрілецьке озброєння, гранатомети, ПТРК, ПЗРК, БТРи, БМП, танки, міномети, самохідна, буксирувана та реактивна артилерію, вертольоти та інше.

## Стрілецька зброя

### Пістолети
| На озброєнні       | На озброєнні | На озброєнні | На озброєнні          | На озброєнні | На озброєнні | На озброєнні |
| Модель             | Зображення   | Походження   | Тип                   | Калібр       | Кількість    | Зауваження   |
| ------------------ | ------------ | ------------ | --------------------- | ------------ | ------------ | ------------ |
| FN Five-seveN      |              | Бельгія      | самозарядний пістолет | 9×19 мм      |              | [ 1 ]        |
| Heckler & Koch USP |              | Німеччина    | пістолет              | 9×19 мм      |              | [ 2 ]        |
| CZ 75              |              | Чехія        | пістолет              | 9×19 мм      |              | [ 3 ]        |
| SIG Sauer P225     |              | Швейцарія    | пістолет              | 9×19 мм      |              | [ 2 ]        |
| Beretta 92         |              | Італія       | пістолет              | 9×19 мм      |              | [ 2 ]        |

### Пістолети-кулемети
| На озброєнні       | На озброєнні | На озброєнні | На озброєнні     | На озброєнні | На озброєнні | На озброєнні |
| Модель             | Зображення   | Походження   | Тип              | Калібр       | Кількість    | Зауваження   |
| ------------------ | ------------ | ------------ | ---------------- | ------------ | ------------ | ------------ |
| Heckler & Koch MP5 |              | Німеччина    | пістолет-кулемет | 9×19 мм      |              | [ 4 ]        |
| Uzi                |              | Ізраїль      | пістолет-кулемет | 9×19 мм      |              | [ 5 ]        |
| FN P90             |              | Бельгія      | Пістолет-кулемет | 5.7×28 мм    |              | [ 5 ]        |

### Автомати
| На озброєнні         | На озброєнні | На озброєнні | На озброєнні          | На озброєнні               | На озброєнні | На озброєнні |
| Модель               | Зображення   | Походження   | Тип                   | Калібр                     | Кількість    | Зауваження   |
| -------------------- | ------------ | ------------ | --------------------- | -------------------------- | ------------ | ------------ |
| M4                   |              | США          | автоматична гвинтівка | 5.56×45 мм                 |              | [ 6 ]        |
| M16                  |              | США          | автоматична гвинтівка | 5.56×45 мм                 |              |              |
| TAR-21               |              | Ізраїль      | автомат               | 5.56×45 мм, 9×19 мм        |              |              |
| FN FAL               |              | Бельгія      | автомат               | 7.62×51 мм                 |              |              |
| FN SCAR              |              | Бельгія      | автомат               | 7.62×51 мм 5.56×45 мм      |              |              |
| Heckler & Koch G3    |              | Німеччина    | автомат               | 7.62×51 мм .308 Winchester |              |              |
| Heckler & Koch HK416 |              | Німеччина    | автоматична гвинтівка | 5.56×45 мм                 |              |              |
| Heckler & Koch HK33  |              | Німеччина    | Автомат               | 5.56×45 мм                 |              |              |
| Heckler & Koch G36   |              | Німеччина    | автомат               | 5.56×45 мм                 |              | [ 3 ]        |
| CZ 805               |              | Чехія        | Автомат               | 5.56×45 мм 7.62×51 мм      |              |              |

### Снайперські гвинтівки
| На озброєнні | На озброєнні | На озброєнні | На озброєнні          | На озброєнні | На озброєнні | На озброєнні |
| Модель       | Зображення   | Походження   | Тип                   | Калібр       | Кількість    | Зауваження   |
| ------------ | ------------ | ------------ | --------------------- | ------------ | ------------ | ------------ |
| Barrett M82  |              | США          | Снайперська гвинтівка | 12,7×99 мм   |              |              |

### Кулемети
| На озброєнні        | На озброєнні | На озброєнні | На озброєнні             | На озброєнні          | На озброєнні | На озброєнні |
| Модель              | Зображення   | Походження   | Тип                      | Калібр                | Кількість    | Зауваження   |
| ------------------- | ------------ | ------------ | ------------------------ | --------------------- | ------------ | ------------ |
| Browning M2         |              | США          | Великокаліберний кулемет | 12.7×99 мм            |              |              |
| M249                |              | США          | Легкий кулемет           | 5.56×45 мм            |              |              |
| Negev               |              | Ізраїль      | Легкий кулемет           | 5.56×45 мм            |              |              |
| FN MAG              |              | Бельгія      | кулемет                  | 7.62×51 мм            |              |              |
| Heckler & Koch HK21 |              | Німеччина    | єдиний кулемет           | 7.62×51 мм 5.56×45 мм |              |              |
| FN Minimi           |              | Бельгія      | кулемет                  | 7.62×51 мм 5.56×45мм  |              |              |
| Browning M1919      |              | США          | кулемет                  | 12.7×108 мм           |              |              |

### Гранатомети
| На озброєнні | На озброєнні | На озброєнні | На озброєнні                    | На озброєнні | На озброєнні | На озброєнні |
| Модель       | Зображення   | Походження   | Тип                             | Калібр       | Кількість    | Зауваження   |
| ------------ | ------------ | ------------ | ------------------------------- | ------------ | ------------ | ------------ |
| Mk19         |              | США          | Автоматичний гранатомет         | 40 мм        |              |              |
| M203         |              | США          | підствольний гранатомет         |              |              |              |
| Carl Gustaf  |              | Швеція       | Ручний протитанковий гранатомет |              |              |              |
| M40          |              | США          | Протитанковий гранатомет        |              | 150          |              |

### ПТРК
| На озброєнні | На озброєнні | На озброєнні | На озброєнні | На озброєнні | На озброєнні | На озброєнні |
| Модель       | Зображення   | Походження   | Тип          | Калібр       | Кількість    | Зауваження   |
| ------------ | ------------ | ------------ | ------------ | ------------ | ------------ | ------------ |
| BGM-71 TOW   |              | США          | ПТРК         | 152 мм       |              |              |
| M47 Dragon   |              | США          | ПТРК         |              |              |              |

### ПЗРК
| На озброєнні | На озброєнні | На озброєнні    | На озброєнні | На озброєнні | На озброєнні | На озброєнні |
| Модель       | Зображення   | Походження      | Тип          | Калібр       | Кількість    | Зауваження   |
| ------------ | ------------ | --------------- | ------------ | ------------ | ------------ | ------------ |
| Ігла         |              | СРСР            | ПЗРК         |              |              |              |
| Starstreak   |              | Велика Британія | ПЗРК         |              |              |              |
| Mistrael     |              | Франція         | ПЗРК         |              |              |              |
| RBS 70       |              | Швеція          | ПЗРК         |              |              |              |

## Бронетехніка

### Танки
| На озброєнні | На озброєнні | На озброєнні | На озброєнні          | На озброєнні | На озброєнні | На озброєнні                  |
| Модель       | Зображення   | Походження   | Тип                   | Модифікація  | Кількість    | Зауваження                    |
| ------------ | ------------ | ------------ | --------------------- | ------------ | ------------ | ----------------------------- |
| БМ Оплот     |              | Україна      | Основний бойовий танк |              | 49           | [ 7 ] [ 8 ] [ 9 ]             |
| Тип 62       |              | Китай        | Легкий танк           |              | 30           |                               |
| VT-4         |              | Китай        | Основний бойовий танк |              | 39           |                               |
| M60          |              | США          | середній танк         |              | 178          | частина знаходиться в резерві |

### БТРи
| На озброєнні           | На озброєнні | На озброєнні | На озброєнні     | На озброєнні | На озброєнні | На озброєнні                                               |
| Модель                 | Зображення   | Походження   | Тип              | Модифікація  | Кількість    | Зауваження                                                 |
| ---------------------- | ------------ | ------------ | ---------------- | ------------ | ------------ | ---------------------------------------------------------- |
| БТР-3                  |              | Україна      | Бронетранспортер | БТР-3 Е1     | 180          |                                                            |
| M1126 Stryker          |              | США          | БТР              |              | 60+ (60)     |                                                            |
| M113                   |              | США          | БТР              | M113AM       | 426          | всього закуплено 465 одиниць, з яких 372 активні[джерело?] |
| Cadillac Gage Commando |              | США          | БТР              |              | 150          |                                                            |

### Бронеавтомобілі та MRAP
| На озброєнні | На озброєнні | На озброєнні                    | На озброєнні | На озброєнні | На озброєнні | На озброєнні |
| Модель       | Зображення   | Походження                      | Тип          | Модифікація  | Кількість    | Зауваження   |
| ------------ | ------------ | ------------------------------- | ------------ | ------------ | ------------ | ------------ |
| Mamba        |              | Південно-Африканська Республіка | MRAP         |              |              |              |
| First win    |              | Таїланд                         | MRAP         |              | 21           |              |

## Артилерія

### Міномети
| На озброєнні | На озброєнні | На озброєнні | На озброєнні       | На озброєнні | На озброєнні | На озброєнні |
| Модель       | Зображення   | Походження   | Тип                | Модифікація  | Кількість    | Зауваження   |
| ------------ | ------------ | ------------ | ------------------ | ------------ | ------------ | ------------ |
| M1064        |              | США          | самохідний міномет |              | 12           |              |

### САУ
| На озброєнні | На озброєнні | На озброєнні | На озброєнні | На озброєнні | На озброєнні | На озброєнні |
| Модель       | Зображення   | Походження   | Тип          | Модифікація  | Кількість    | Зауваження   |
| ------------ | ------------ | ------------ | ------------ | ------------ | ------------ | ------------ |
| M109         |              | США          | САУ          | M109A5       | 20           |              |
| CAESAR       |              | Франція      | САУ          |              | 6            |              |
| ATMOS 2000   |              | Ізраїль      | САУ          |              | 18           |              |

### Буксировані гармати
| На озброєнні      | На озброєнні | На озброєнні | На озброєнні        | На озброєнні | На озброєнні | На озброєнні |
| Модель            | Зображення   | Походження   | Тип                 | Модифікація  | Кількість    | Зауваження   |
| ----------------- | ------------ | ------------ | ------------------- | ------------ | ------------ | ------------ |
| M198              |              | США          | Буксирована гармата |              | 61           |              |
| OTO Melara MOD 56 |              | Італія       | Буксирована гармата |              |              |              |
| M101              |              | США          | Буксирована гармата |              |              |              |
| M114              |              | США          | Буксирована гармата |              | 48           | в резерві    |

## Автомобілі

### Вантажні автомобілі
| На озброєнні | На озброєнні | На озброєнні | На озброєнні         | На озброєнні | На озброєнні | На озброєнні |
| Модель       | Зображення   | Походження   | Тип                  | Модифікація  | Кількість    | Зауваження   |
| ------------ | ------------ | ------------ | -------------------- | ------------ | ------------ | ------------ |
| КрАЗ-6322    |              | Україна      | Вантажний автомобіль |              | 50           |              |
| M939         |              | США          | вантажний автомобіль |              |              |              |
| FMTV         |              | США          | вантажний автомобіль |              |              |              |

### Позашляховики
| На озброєнні | На озброєнні | На озброєнні | На озброєнні | На озброєнні | На озброєнні | На озброєнні |
| Модель       | Зображення   | Походження   | Тип          | Модифікація  | Кількість    | Зауваження   |
| ------------ | ------------ | ------------ | ------------ | ------------ | ------------ | ------------ |
| HMMWV        |              | США          | позашляховик |              |              |              |

## Інженерна техніка
| На озброєнні | На озброєнні | На озброєнні | На озброєнні                           | На озброєнні | На озброєнні | На озброєнні |
| Модель       | Зображення   | Походження   | Тип                                    | Модифікація  | Кількість    | Зауваження   |
| ------------ | ------------ | ------------ | -------------------------------------- | ------------ | ------------ | ------------ |
| БРЕМ-84      |              | Україна      | Ремонтно-евакуаційна машина            |              | 2            |              |
| M88          |              | США          | Броньована ремонтно-евакуаційна машина | M88A1 M88A2  | 22+6         |              |

## Радіолокаційні станції
| На озброєнні | На озброєнні | На озброєнні | На озброєнні           | На озброєнні | На озброєнні | На озброєнні  |
| Модель       | Зображення   | Походження   | Тип                    | Модифікація  | Кількість    | Зауваження    |
| ------------ | ------------ | ------------ | ---------------------- | ------------ | ------------ | ------------- |
| AN/TPQ-36    |              | США          | Радіолокаційна станція |              | 1            | [ 14 ] [ 15 ] |

## Зенітні установки
| На озброєнні | На озброєнні | На озброєнні | На озброєнні                | На озброєнні | На озброєнні | На озброєнні |
| Модель       | Зображення   | Походження   | Тип                         | Модифікація  | Кількість    | Зауваження   |
| ------------ | ------------ | ------------ | --------------------------- | ------------ | ------------ | ------------ |
| Bofors 40    |              | Швеція       | Зенітна автоматична гармата |              |              |              |

## Армійська авіація

### Вертольоти
| На озброєнні      | На озброєнні | На озброєнні | На озброєнні                   | На озброєнні | На озброєнні | На озброєнні |
| Модель            | Зображення   | Походження   | Тип                            | Модифікація  | Кількість    | Зауваження   |
| ----------------- | ------------ | ------------ | ------------------------------ | ------------ | ------------ | ------------ |
| UH-60 Black Hawk  |              | США          | Багатоцільовий гелікоптер      |              | 12           |              |
| CH-47 Chinook     |              | США          | Важкий транспортний гелікоптер |              | 4            |              |
| Bell AH-1 Cobra   |              | США          | ударний гелікоптер             |              | 7            |              |
| Мі-17             |              | СРСР         | багатоцільовий вертоліт        |              | 7            |              |
| Eurocopter Fennec |              | Франція      | транспортний гелікоптер        |              | 8            |              |

### Літаки
| На озброєнні         | На озброєнні | На озброєнні | На озброєнні                 | На озброєнні | На озброєнні | На озброєнні |
| Модель               | Зображення   | Походження   | Тип                          | Модифікація  | Кількість    | Зауваження   |
| -------------------- | ------------ | ------------ | ---------------------------- | ------------ | ------------ | ------------ |
| CASA C-212 Aviocar   | :            | Іспанія      | Військово-транспортний літак |              | 1            |              |
| Beechcraft Premier I |              | США          | Бізнес літак                 |              | 2            |              |

### Безпілотники
| На озброєнні | На озброєнні | На озброєнні | На озброєнні          | На озброєнні | На озброєнні | На озброєнні |
| Модель       | Зображення   | Походження   | Тип                   | Модифікація  | Кількість    | Зауваження   |
| ------------ | ------------ | ------------ | --------------------- | ------------ | ------------ | ------------ |
| RQ-11 Raven  |              | США          | безпілотний-розвідник |              |              |              |